# 商业价值
在管理学中，商业价值是个非正式用语，指决定企业长期健康和福利的价值。商业价值把公司价值拓展到经济价值（也称为经济效益，经济附加值和股东价值）以外，包括其他形式的员工价值、客户价值、供应商价值、渠道伙伴价值、战略伙伴价值、管理价值和社会价值。很多价值不是通过金钱衡量的。
商业价值往往包括无形资产，不属于任何股东团体。例如，知识资产和企业的商业模式。平衡计分卡法就是一种常用的衡量、管理商业价值的方法。

## 逻辑
商业价值的理论基础是，公司是一个内部、外部网络关系的集合。这些网络有时称为价值网络或价值链。每个节点可以是股东集体、资源、组织、终端消费者、兴趣团体、监督者、环境等等。在价值链中，创造价值是一项合作、创造、互动过程，而不是单纯的控制-被控制的机械过程。
如果公司是创造价值的集体，问题就变成了每个节点如何贡献公司整体业绩，如何互动，符合利益。当节点是不同的组织（如供应商）或中介（如客户），公司需要寻找合作、双赢关系。当节点是不完全独立的网络时（如员工），激励很重要，这些激励不仅仅是财政激励。
一般希望把商业价值转变为可衡量的经济指标（如净现金流），很多理论家和实践家不可取，在理论上也不可能。因此，商业价值的倡导者相信最好的方法是，衡量、管理多种形式的价值，应用于不同的股东团体。

## 历史
彼得·德鲁克是商业价值的早期倡导者，提出公司应该为客户创造价值，为员工创造价值（特别是知识工人），分享给伙伴。他的目标管理是一个制造目标、决策工具，帮助各层经理创造商业价值。但他怀疑商业价值可以被正式化，至少不是现有方法。
米盖尔·波特将价值链的理论进行了推广。

## 商业价值的组成部分

### 股东价值
作为上市公司，股东价值是与长期债务相反，作为股票价值资本化的一部分。只有一类的股票，基本是流通股乘以股票价格。分红增加了股东价值，而配股（股票期权）则降低了股票价值。增加的股票价格与价值增长成正比，也称为资本成本。
作为私人公司，公司债后价值使用估值方法进行计算，如净现金流等等。

### 客户价值
客户价值通过终端客户购买一项产品或服务，终端价值可包括单一（客户）或组织，不同人有不同购买/消费流程。客户价值通过用途，质量，效益和客户满意度来体现。
客户价值管理由Ray Kordupleski在1980年代提出整体客户价值管理。，Gautam Mahajan进行了修改。

### 员工价值
往往是被忽视的资产。员工是公司最有价值的财产，但往往价值被忽视。

### 渠道伙伴价值
企业的渠道伙伴价值对于企业功能很重要，如果合作伙伴价值丧失，企业就无法存在。

### 社会价值
在计算机和通讯基础建设中，下列因素可以决定IT能力：
- 用途
- 功能
- 可用性
- 可靠性、可恢复性
- 绩效（生产量、响应时间、可预测性、能力等）
- 安全
- 灵活性

The term value-driven design was devised to describe the approach to planning business change (especially systems) based on the incremental improvements to business value - this is seen clearly in agile software development, where the goals of each iteration of product delivery are prioritised on what delivers highest business value drives.